# Salada de mamão verde

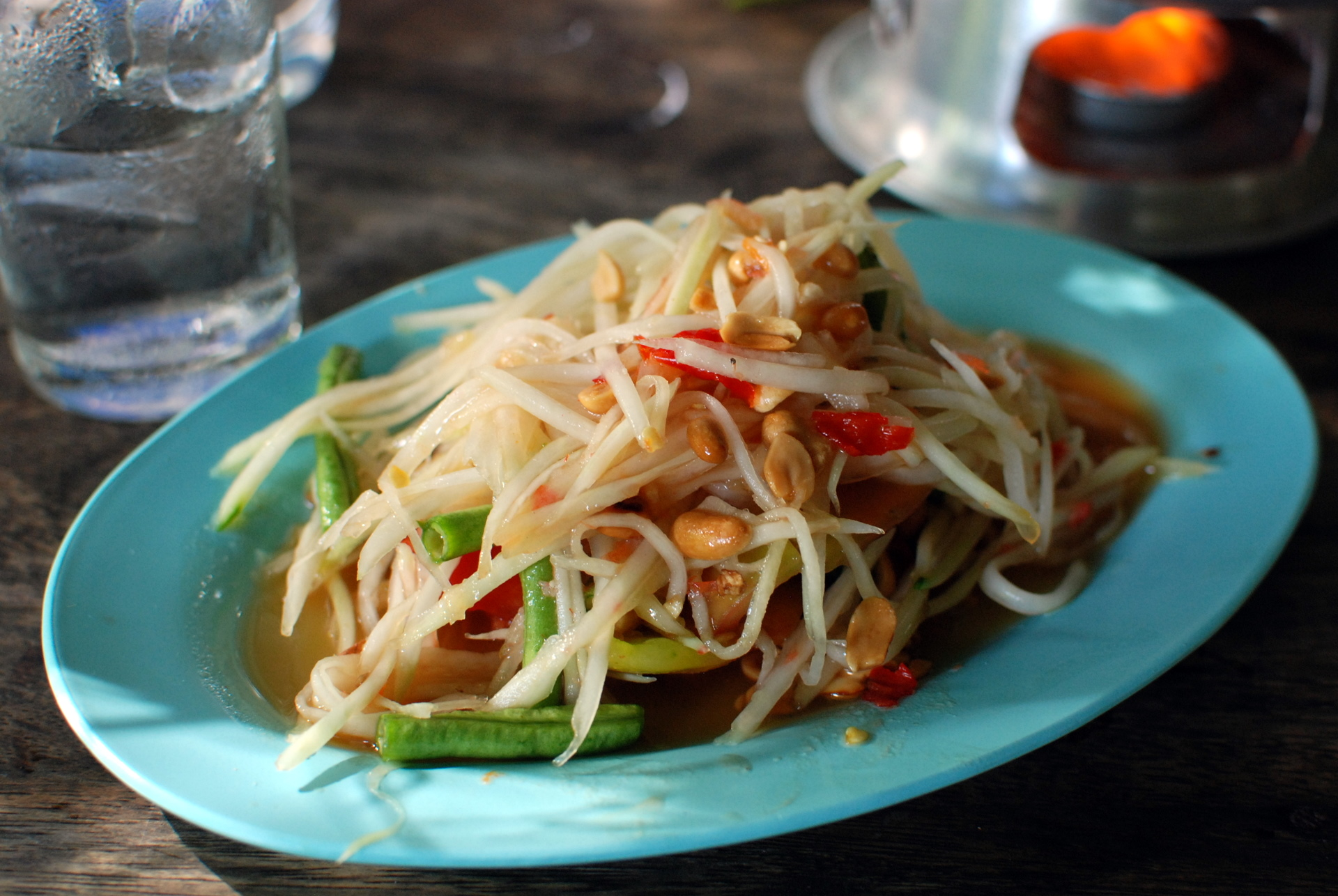
Salada de mamão verde com fava, malagueta e laranja lima.

Salada de mamão verde (em quemer:  បុកល្ហុង, bok l'hong; em laociano:  បុកល្ហុង, tam som; em tailandês:  ส้มตำ, som tam; em vietnamita:  gỏi đu đủ) é uma salada do sudeste asiático com especiarias cujo principal ingrediente é o mamão, o prato é originário de Laos e de Isan região nordeste da Tailândia. É geralmente servido frio com pimenta, alho, tomate e salpicado com molho de peixe.